# 無敵のビーナス
「無敵のビーナス」（むてきのビーナス）は、GO-BANG'Sの5枚目のシングル。1990年4月21日にポニーキャニオンから発売された。

## 概要
本作は、GO-BANG'Sが絶頂期を迎えた1990年初頭にリリースされたポップ・ロックナンバーで、タイトルの通り無敵な女性像をテーマにした明るくキャッチーな楽曲である。ボーカル・森若香織の軽快な歌声と遊び心あふれる詞世界が特徴で、バンドのイメージを強く反映した楽曲となっている。
同年公開の日本映画『香港パラダイス』の主題歌である。
タイアップやメディア展開は大規模ではなかったものの、ファンの間では根強い人気を誇り、ライブで披露されることも多かった。
テレビ東京系列の子供向け番組『ポケモンとどこいく!?』のマスコットキャラクター・コッカーの登場曲としても知られる。

## 評価と影響
「無敵のビーナス」は、GO-BANG'Sらしいポジティブで元気な世界観が全面に出した楽曲として評価されており、後のガールズバンドやJ-POPアーティストにも影響を与えたといわれている。とりわけ、フェミニンなパンクテイストとアイドル的な可愛らしさを兼ね備えたスタイルは、90年代以降のガーリーロックの原型のひとつとも見なされている。

## 収録曲
1. 無敵のビーナス
  - 作詞・作曲：森若香織
2. 香港パラダイス
  - 作詞・作曲：森若香織
  - 編曲：白井良明